# Vaglaskógur

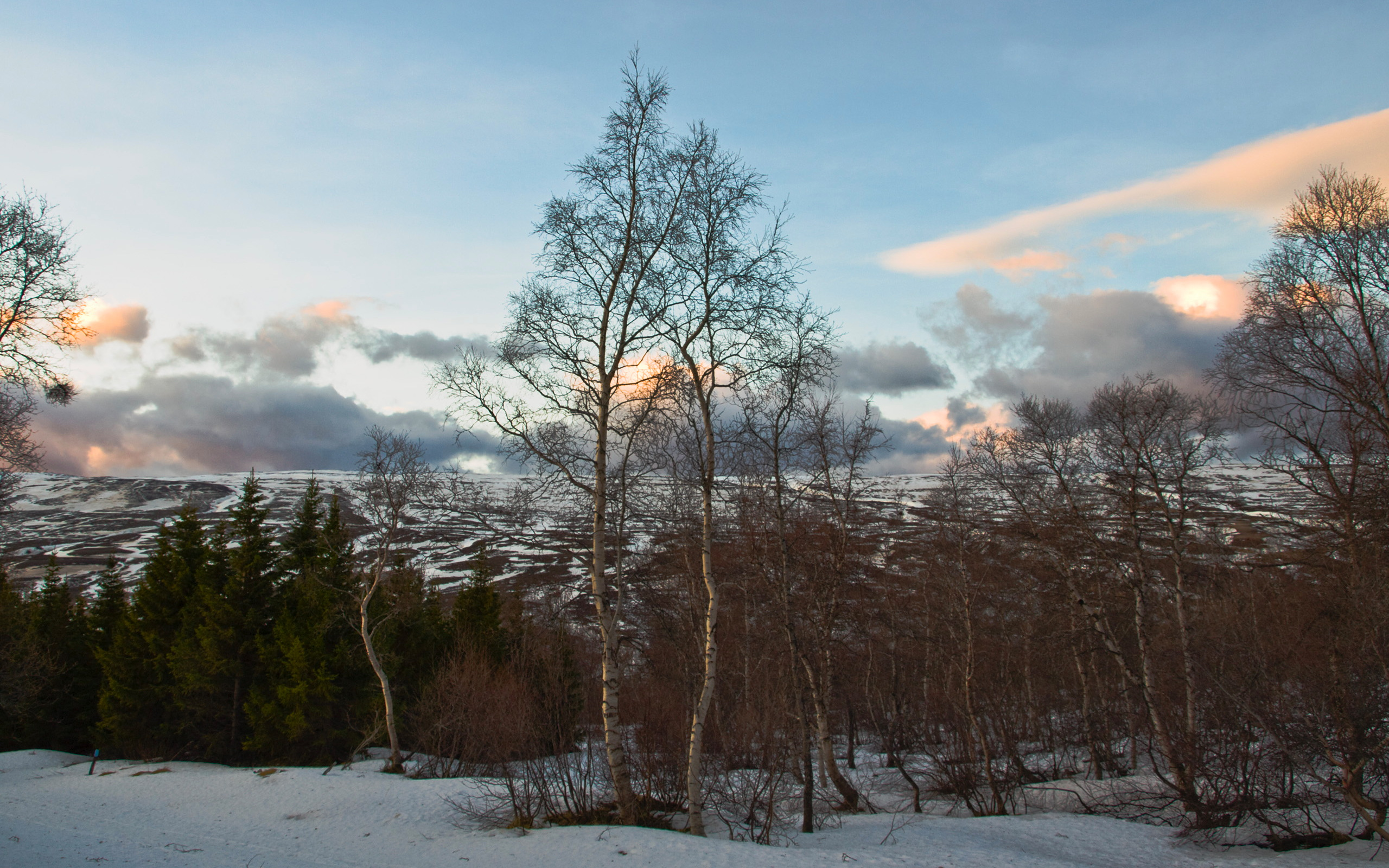
Birken und Fichten sind die häufigsten Bäume im Vaglaskógur

Der Vaglaskógur im Norden von Island ist eines der größten Waldgebiete der Insel. Hier wachsen vor allem Birken, die für isländische Verhältnisse ungewöhnliche Höhen erreichen. Der Wald ist ein Naturschutzgebiet und ein beliebtes Touristenziel. Es liegt in der Gemeinde Þingeyjarsveit.

## Geografie, Größe und Lage
Koordinaten: 65° 43′ 0″ N, 17° 53′ 0″ W
Der Vaglaskógur ist mit einer Fläche von 300 ha das zweitgrößte Waldgebiet Islands.
Das Gebiet befindet sich im Fnjóskadalur, dem Tal des Flusses Fnjóská im Norden Islands östlich des Gebirgszuges Vaðlaheiði. Die nächstgelegene größere Stadt ist Akureyri in der Gemeinde Þingeyjarsveit, das etwa zehn Kilometer südwestlich am Fjord Eyjafjörður liegt. Politisch ist das Gebiet Bestandteil des Bezirks (sýsla) Suður-Þingeyjarsýsla.
Der Hringvegur, die isländische Ringstraße und damit wichtigste Fernverkehrsstraße Islands, führt im Norden unmittelbar an dem Waldgebiet vorbei.

## Vegetation
Mit einer Fläche von rund 300 ha ist der Vaglaskógur das zweitgrößte Waldgebiet Islands nach dem Hallormsstaðaskógur bei Egilsstaðir. Benachbarte Wälder wie der Hálsskógur im Norden und Lundsskógur, Þórðarstaðaskógur, Belgsárskogur und Bakkaselsskógur im Süden schließen unmittelbar an den Vaglaskógur an. Zusammen bilden sie eigentlich ein einziges geschlossenes Waldgebiet, das größte Islands. Aus historischen Gründen und aufgrund unterschiedlicher Besitzverhältnisse werden sie jedoch als eigenständige Waldgebiete bezeichnet.
Der Vaglaskógur gilt als einer der schönsten Wälder Islands. Hauptsächlich sind hier Birken und Fichten vertreten.
Eine Baumhöhe von 12 Meter ist nicht selten, manche Birken erreichen bis zu 14 Meter. Der Boden besteht hier aus fruchtbarem Basalt, überlagert von Flussschotter und Sand.

## Nutzung und Naturschutz
Lange Zeit war der Wald aufgrund von Übernutzung durch die ansässigen Bauern, die den fruchtbaren Boden der Umgebung landwirtschaftlich nutzen, gefährdet. Es wurden mehrere Kohlenmeiler zur Holzkohlenproduktion gefunden. Aufgrund von Funden von Schlackendeponien nimmt man an, dass die Kohle zur Eisenverarbeitung eingesetzt wurde. 1905 erwarb die Regierung das Land und begann mit ersten Schutzmaßnahmen. 1908 wurde der Wald unter Naturschutz gestellt, ein Jahr später wurde ein Förster zur Pflege des Waldes eingestellt. Insgesamt stehen hier heute 690 ha Land unter Schutz.
Heute wird das Holz des Waldes als Brennholz, aber auch zum Räuchern von Lebensmitteln eingesetzt. Insbesondere das Birkenholz wird darüber hinaus handwerklich genutzt. Auch Weihnachtsbäume werden hier produziert. Vor allem aber finden in der Baumschule des Schutzgebiets forstwissenschaftliche Experimente mit verschiedenen Baumarten statt, die auf ihre Tauglichkeit für das isländische Klima geprüft werden. Etwa 100 verschiedene Baumarten werden hier gezüchtet.

## Tourismus
Heute ist der Vaglaskógur ein beliebtes Urlaubsziel und zieht unter anderem Camper und Mountainbiker an. Auch zum Fischen in der Fnjóská kommen viele Menschen hierher. Die touristische Infrastruktur umfasst mehrere Campingplätze und ein Informationszentrum mit einem kleinen Lebensmittelgeschäft. Es gibt mehrere markierte Wanderwege durch das Gebiet. Neben der Baumschule gilt eine Steinbogenbrücke über den Fluss, die 1908 als erste ihrer Art in Island errichtet wurde, als Attraktion.

## Trivia
Der Schlager "Vor í Vaglaskógi" (Frühling im Vaglaskógur), gespielt von der isländischen Rockgruppe Kaleo, ist zu Beginn der ersten Folge der Serie Trapped – Gefangen in Island zu hören.
Das Lied selber wurde von Jónas Jónasson und Kristján frá Djúpalæk im Jahre 1966 verfasst.
Am 26. Juli 2025 veranstaltete Kaloe mit anderen Künstlern bei dem Wald ein Konzert mit dem Titel Vor í Vaglaskógi mit rund 7000 Besuchern.